# Objeto de gran altitud sobre Alaska de 2023
El 10 de febrero de 2023, un objeto de gran altitud que ingresó en el espacio aéreo de los Estados Unidos de América, y específicamente, sobre el estado de Alaska un día antes, fue derribado en el mar de Beaufort por la Fuerza Aérea de los Estados Unidos, empleando una aeronave de combate Lockheed Martin F-22A Raptor. Ante ello, el Departamento de Defensa de los Estados Unidos declaró que el tamaño del objeto era el de un automóvil pequeño, y que se encontraba volando hacia el noreste a una altitud aproximada de 40 000 pies (12 000 m), lo que representaba un riesgo para las aeronaves civiles operando vuelos comerciales. Este incidente se produjo un día previo al derribo de otro objeto a gran altitud, sobre Yukón, Canadá.

## Descripción
El objeto, descrito como cilíndrico y plateado, según declaraciones de autoridades estadounidenses, parecía contar con la capacidad de flotar, sin medio de propulsión alguno. Su detección se produjo menos de una semana después del incidente del globo chino de 2023, el cual fue derribado sobre el océano Atlántico.

## Detección
Tras ser detectado mediante el empleo de radares, el Comando Norte de los Estados Unidos ordenó el despegue de una aeronave con capacidades de sistema de alerta y control aerotransportado Boeing E-3 Sentry, la cual procedió a rastrear al objeto en vuelo. También se contó con el apoyo de aeronaves de reabastecimiento de combustible en vuelo, y aeronaves de combate Lockheed Martin F-35 Lightning II, que fueron desplegadas desde la Base de la Fuerza Aérea Eielson, Alaska. Aviones Lockheed Martin F-22 Raptor de la Base Conjunta Elmendorf-Richardson también fueron desplegados, los cuales realizaron una inspección visual y determinaron que el objeto no estaba tripulado. Tras ello, y por orden del presidente de los Estados Unidos, Joe Biden, el objeto fue derribado por un misil AIM-9X Sidewinder disparado por uno de los F-22, en lo que fue la segunda victoria aire-aire de la aeronave a lo largo de toda su historia operacional.

## Recuperación
El objeto cayó sobre el mar helado de Beaufort frente a Deadhorse, Alaska. La Armada y la Guardia Costera de los Estados Unidos y la Oficina Federal de Investigación (FBI) fueron encomendadas con los esfuerzos de recuperar al objeto o sus restos, para lo cual se encuentran empleando aeronaves como Boeing CH-47 Chinook, Lockheed Martin HC-130 y Sikorsky HH-60 Pave Hawk.